# Ducado de Sagan
El Ducado de Żagań (en polaco: Księstwo Żagańskie, en checo: Zaháňské knížectví) o Ducado de Sagan (en alemán: Herzogtum Sagan) fue uno de los ducados de Silesia gobernados por los Piastas de Silesia. Su capital era Żagań en Baja Silesia, el territorio se extendía hasta la ciudad de Nowogród Bobrzański en el norte y alcanzaba el Neisse Lusacio en Przewóz en el oeste, incluyendo dos poblaciones más allá del río (Pechern y Neudorf).
Fue formado en 1274 de la parte oriental del ducado de Glogovia (Głogów) y existió bajo gobierno de los Piastas hasta 1304, formado de nuevo entre 1322 y 1394 y de 1413 a 1472. Desde 1329 estuvo bajo suzeranía de Bohemia; fue adquirido por la Casa sajona de Wettin en 1472, antes de ser confiscado finalmente por el rey bohemio en 1549.
El título ducal de Żagań después pasó a la nobleza bohemia y francesa, en 1742 fue anexado por Prusia. Restablecido como un feudo del trono prusiano en 1844, formalmente existió hasta su extinción oficial en 1935.

## Historia

### Gobierno de los Piastas

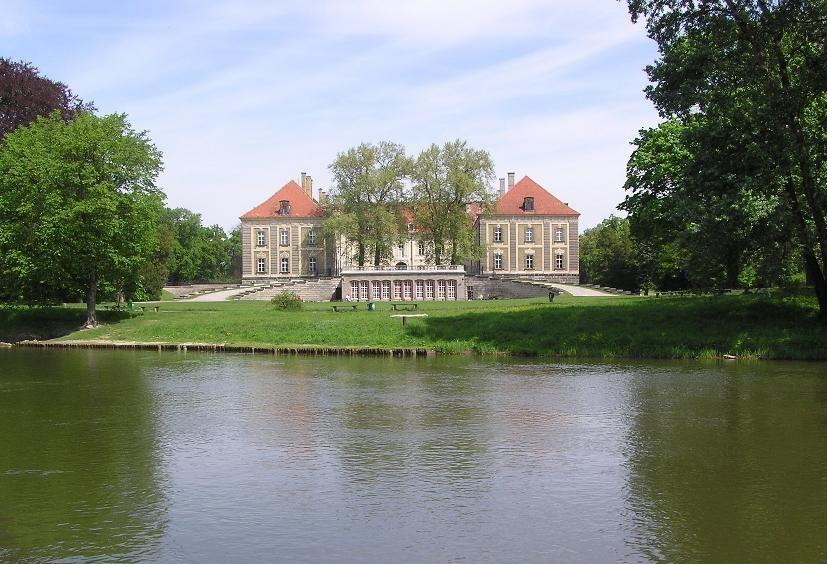
Palacio de Żagań.

Después de la muerte del Duque Conrado I de Glogovia, sus herederos se dividieron su ducado a partir de lo cual el castillo de Żagań se convirtió en la residencia de su hijo menor Przemko, el primer Duque de Żagań desde 1278, quien fundó el monasterio de cánones Agustinos aquí. En 1284 canjeó sus propiedades por el ducado de Ścinawa y fue sucedido por su hermano mayor Conrado II el Jorobado. Cuando Conrado II murió en 1304 todas las posesiones de Glogovia fueron reunificadas bajo su hermano superviviente Enrique III.
En 1309 Enrique III de Glogovia fue sucedido por su hijo mayor Enrique IV el Fiel, quien en 1321 de nuevo tuvo que dividir el ducado entre él y sus hermanos menores. Cedió Glogovia a Przemko II y se retiró a Żagań, que nuevamente se convirtió en la capital de un ducado con derecho propio. En 1329 todos los hijos de Enrique III de Glogovia pasaron a ser vasallos de Juan de Luxemburgo, el rey de Bohemia —con la excepción de Przemko II quien murió repentinamente dos años más tarde—. Cuando en 1393 Enrique VI el Viejo, nieto de Enrique IV murió sin descendencia, las posesiones fueron de nuevo reunificadas con Glogovia hasta que en 1412 Jan I, el hijo mayor del Duque Enrique VIII el Gorrión, se convirtió en el único gobernante del ducado de Żagań. Después de una fiera batalla por la herencia, su hijo Jan II el Loco en 1472 finalmente lo vendió al duque sajón Alberto III el Calvo con el consentimiento del rey bohemio Matías Corvino, terminando así con centurias de gobierno Piasta.

### Wettin y Habsburgo

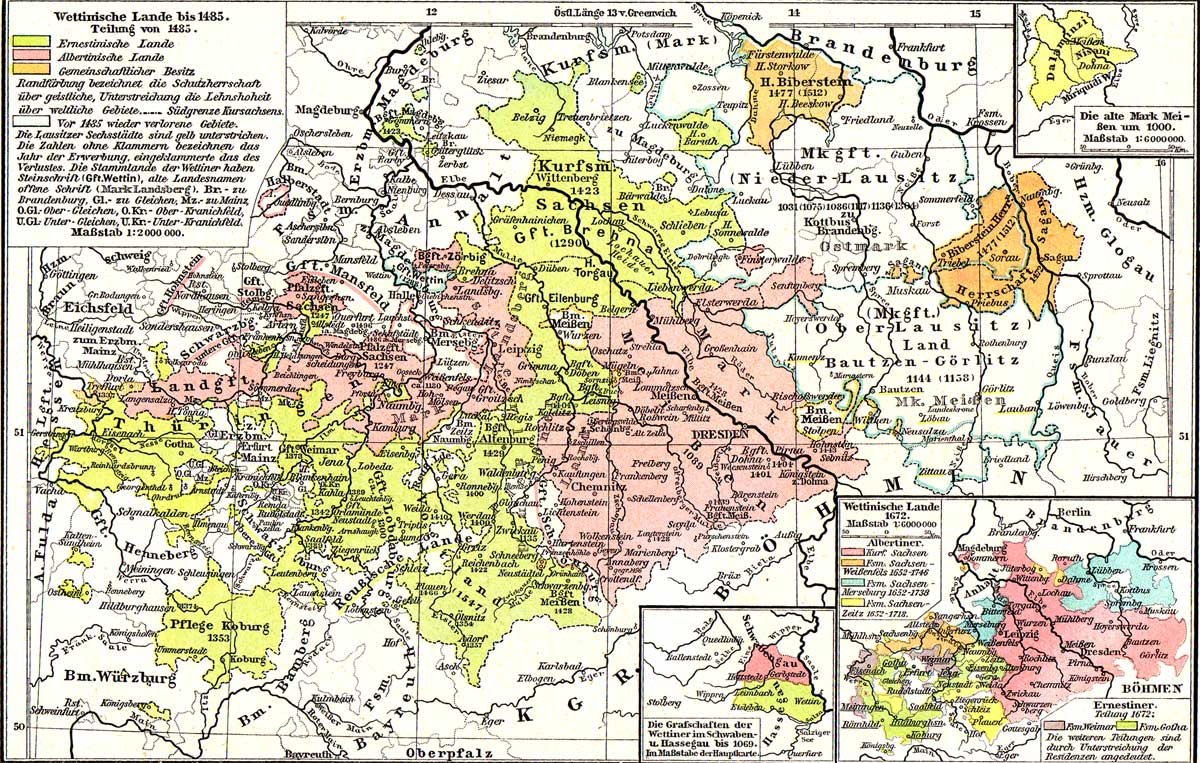
Territorios de Wettin con el exclave oriental de Żagań (naranja), 1485.

El Duque Alberto III, el progenitor de la línea Albertina de la dinastía Wettin, gobernó conjuntamente con su hermano mayor, el Elector Ernesto, incluso después de la partición de los territorios de Wettin en 1485. Con el ascenso del hijo de Alberto, Enrique IV en 1539, Żagań viró al Protestantismo. Las ramas Albertina y Ernestina llegaron a una ruptura en la Guerra de Esmalcalda de 1546/47 cuando el Duque Mauricio de Sajonia luchó contra su primo Juan Federico I, quien por la Capitulación de Wittenberg tuvo que renunciar a sus reclamaciones sobre Żagań. En 1549 Mauricio, ahora Elector, canjeó Żagań por un acuerdo con el rey bohemio Fernando I de Habsburgo.
Como feudo bohemio, el emperador Fernando II de Habsburgo en 1627 asignó Żagań a Albrecht von Wallenstein, entonces Duque de Frýdlant, generalísimo imperial en la Guerra de los Treinta Años, quien hospedó a su astrólogo Johannes Kepler aquí. Después del asesinato de Wallenstein pasó al Príncipe Václav Eusebius František de Lobkowicz y así a la ilustre familia bohemia de Lobkowicz, quien erigió el Palacio de Żagań en estilo barroco. El rey Federico II de Prusia conquistó Żagań en el curso de la Primera Guerra Silesia, después de lo cual por el Tratado de Breslavia pasó a manos de Prusia.

### Prusia

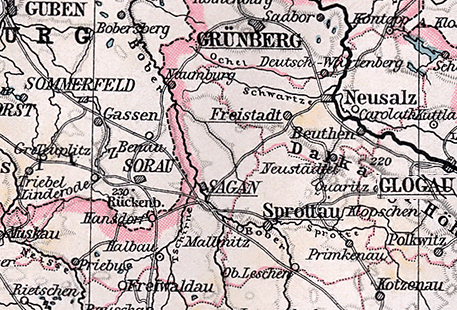
Distrito prusiano de Sagan, 1816-1932.

En 1786 Żagań fue adquirido por Peter von Biron, Duque de Curlandia, quien lo legó a su hija Guillermina, de quien en 1842 pasó a su hermana Paulina y finalmente a su hermanastra Dorotea, la mujer divorciada de Edmond de Talleyrand-Périgord, un sobrino del gran diplomático francés Talleyrand. Dorotea vino a pasar sus años de retiro a Żagań; una patente del rey Federico Guillermo IV de Prusia el 6 de enero de 1845 la invistió como Duquesa de Sagan y Napoleón III reconoció el título en Francia, en favor del hijo de ella Napoleón Luis. En Francia existe un príncipe y duque de Sagan. El doble título, ambos prusiano y francés, sirvió al duque de Sagan para celebrar una fiesta neutral en la II Guerra Mundial: su Château de Valençay proporcionó un refugio seguro para los tesoros del Louvre durante la ocupación alemana de Francia.
El Ducado tuvo un voto en el Consejo del Condado Silesio, y el tenedor del rango de Duque era miembro de la Cámara Alta de Prusia. En 1900 el ducado tenía el tamaño de 1211 km² con 65.000 habitantes. A partir de 1815 fue incorporado a la Provincia de Silesia prusiana, parte del Landkreis Sprottau desde 1932. Con la implementación de la línea Oder-Neisse en 1945 el territorio de Żagań pasó a manos de Polonia, con la excepción de la franja de tierra en la margen occidental del río Neisse, que en la actualidad pertenece a la municipalidad alemana de Krauschwitz.

## Duques
- 1273/74-1304 Conrado II el Jorobado, Duque de Silesia
  - 1314-1319 empeñado al Margrave Waldemar de Brandeburgo-Stendal
- 1319-1342 Enrique IV el Fiel, Duque de Głogów
- 1342-1369 Enrique V de Hierro, Duque de Głogów
- 1369-1378 Enrique VI el Viejo, Duque de Głogów, conjuntamente con Enrique VII Rumpold y Enrique VIII el Gorrión
- 1378-1393 Enrique VI el Viejo
- 1393-1397 Enrique VII el Gorrión
- 1397-1403 Duque Ruperto I de Legnica, regente
- 1403-1413 Jan I, como tutor de sus hermanos menores.
- 1413-1439 Jan I
- 1439-1450 Baltasar, conjuntamente con sus hermanos menores Rodolfo, Wenceslao y Jan II.
- 1450-1454 Baltasar conjuntamente con Rodolfo (m. 1454).
- 1454-1461 y 1467-1472 Baltasar
- 1461-1467 y 1472 Jan II
- 1472-1500 Duque Alberto III de Sajonia
- 1500-1539 Duque Jorge de Sajonia
- 1539-1541 Enrique IV de Sajonia
- 1541-1549 Duque (desde 1547: Elector) Mauricio de Sajonia
  - 1549 Reversión a Bohemia
- 1628-1634 Albrecht von Wallenstein
  - 1634 confiscado por la Corona de Bohemia.
- 1646-1677 Príncipe Václav Eusebius František de Lobkowicz, presidente del Consejo Áulico.
- 1677-1715 Príncipe Fernando Augusto de Lobkowicz
- 1715-1737 Príncipe Felipe Jacinto de Lobkowicz
- 1737-1739 Príncipe Wenceslao Fernando Carlos de Lobkowicz
- 1739-1784 Príncipe Fernando Felipe de Lobkowicz
- 1784-1786 Príncipe José Francisco Maximiliano de Lobkowicz (m. 1816)
- 1786-1800 Peter von Biron, Duque de Curlandia y Semigalia
- 1800-1839 Wilhelmine von Biron, Princesa de Curlandia
- 1839-1842 Paulina, Princesa de Curlandia, Princesa de Hohenzollern-Hechingen
- 1842-1862 Dorotea von Biron, Princesa de Curlandia, desposó al Duque Edmond de Talleyrand-Périgord.
- 1862-1898 Napoléon-Louis de Talleyrand-Périgord
- 1898-1906 Bosón de Talleyrand-Périgord
- 1906-1910 Hélie de Talleyrand-Périgord (m. 1937)
- 1910-1929 Howard Maurice de Talleyrand-Périgord
  - El título nobiliario de Duque de Sagan se mantiene para los descendientes de Hélie de Talleyrand-Périgord de la Casa de Pourtalès en el Palacio de Marais, Le Val-Saint-Germain, Francia.